# 東京都道167号羽村停車場線
東京都道167号 羽村停車場線（とうきょうとどう167ごう はむらていしゃじょうせん）は、東京都羽村市羽東のJR青梅線羽村駅西口から、同町の東京都道163号羽村瑞穂線交点に至る道路である。

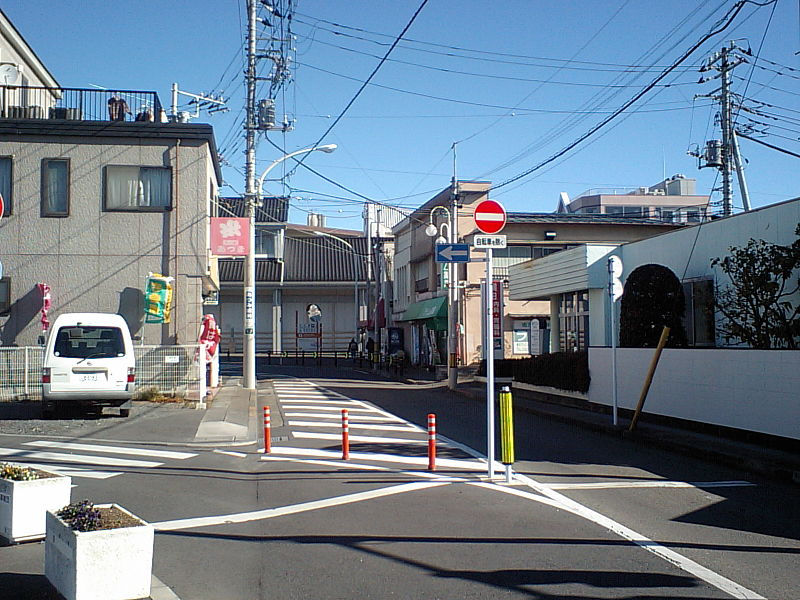
羽村市羽東付近

## 概要
- 陸上距離：55m
- 起点：東京都羽村市羽東（羽村駅）
- 終点：東京都羽村市羽東（羽村駅前交差点＝東京都道163号羽村瑞穂線交点）

## 交通状況
- 道路交通センサスによる羽村停車場線の道路部幅員は9.00m、車道部幅員は7.00m、車道幅員は6.00m、歩道幅員は1.00m（上下共）である[1]。

## 沿道状況
JR青梅線の羽村駅西口から都道163号羽村瑞穂線（立川・青梅・瑞穂方面）に接続するまで、短い区間ではあるが幅員も狭い。ラッシュ時間帯は混雑しやすい。

## 交差・接続している道路
- 東京都道163号羽村瑞穂線（東京都羽村市）羽村駅前交差点

## バス路線
- コミュニティバスである「はむらん」が、羽村駅西口から発着し当道に沿って各方面へ結んでいる（羽村西コース いこいの里・スポーツセンター方面）。なお、西東京バスや立川バス、西武バスは羽村駅東口から各方面への路線として多く乗り入れているが、西口側である当道にはいずれのバスも廻らない。